# مارگردن آمریکایی
مارگردن آمریکایی (نام علمی: Anhinga anhinga) نام یک گونه از سرده مارگردنها است.